# 池山田剛
池山田剛（5月25日—），日本女性漫畫家，宮城縣出身，代表作是《戀愛得分》、《萌男友》。連載作品除了《誰怕大野狼》《異世界魔王絕對不會讓腐女逃走》以外，名稱都以「!!」結尾。

## 作品
- 誰怕大野狼、全1冊、原名《オオカミなんかコワくないっ!?（日语：オオカミなんかコワくないっ!?）》[1]
- 戀愛得分、全7冊、原名《GET LOVE!!〜フィールドの王子さま〜（日语：GET LOVE!!〜フィールドの王子さま〜）》[2]
- 萌男友、全7冊、原名《萌えカレ!!》
- 好逑少女、全10冊、原名《うわさの翠くん!!》
- 鈴木同學，我愛你！、全18冊、原名《好きです鈴木くん!!》
- 少年X灰姑娘、1話
- 可愛的老大、1話
- 小林可愛到爆！！、全15冊、原名《小林が可愛すぎてツライっ!!》[3]
- 中島萌嗨全世界!!、全5冊、原名《世界は中島に恋をする!!（日语：世界は中島に恋をする!!）》[4]
- 佐藤，喜歡我也太明顯!?、全4冊、原名《佐藤、私を好きってバレちゃうよ(>///<)》　[5]（※「中島萌嗨全世界!!」的続編）
- 同・級・生!!、全10冊、原名《同・級・生!!～ずっとキミがスキだった～（日语：同・級・生!!）》　[6]
- 異世界魔王絕對不會讓腐女逃走、全7冊、原名《異世界魔王は腐女子を絶対逃がさない（日语：異世界魔王は腐女子を絶対逃がさない）》　[7]
- リトライジュリエット!!、全5冊[8]
- 小鳥遊家の妹は花嫁になりたいっ!!、刊載5冊

## 外部連結
- （日語）http://ikeyamada-go.at.webry.info/ （页面存档备份，存于）
- （日語）